# Nurallao
Nurallao (sardinski: Nuràdda) je grad i općina (comune) u pokrajini Južnoj Sardiniji u regiji Sardiniji, Italija. Nalazi se na nadmorskoj visini od 390 metara i ima 1 270 stanovnika.
 Prostire se na 34,76 km². Gustoća naseljenosti je 37 st/km².
Susjedne općine su: Isili, Laconi i Nuragus.